# Westschweizer Naturrechtsschule

Jean-Jacques Burlamaqui: «Prinzipien des Naturrechts» (Ausgabe aus dem Jahr 1821)

Die Westschweizer Naturrechtsschule («École romande du droit naturel») umfasste französischsprachige Schweizer Vertreter der Naturrechtslehre, die zur Verbreitung der deutschen Naturrechtslehre in Frankreich und in der angelsächsischen Welt beitrugen. Für die Schweiz leisteten sie einen Beitrag zur Diskussion des Naturrechts und der gesellschaftlichen und staatlichen Grundlagen.

## Geschichte
Die Aufklärung war in der Schweiz keine einheitliche Bewegung. Die Westschweiz ging andere Wege als die Deutschschweiz. In Genf, Lausanne und Neuenburg wurden bedeutende naturrechtliche Beiträge geleistet. Die Lehrstühle für Naturrecht an den dortigen Universitäten waren die einzigen im französischen Sprachraum. Da die Lehre des Naturrechts in Frankreich verboten war, hatten sie eine Ausstrahlung bis nach Frankreich sowie auch in die Vereinigten Staaten von Amerika.

## Vertreter
Die Westschweizer Naturrechtsschule spielte bei der Verbreitung des modernen Naturrechts in der europäischen Geistesgeschichte eine zentrale Rolle als Vermittler zwischen der deutsch- (Pufendorf, Thomasius, Wolff) und französischsprachigen (Montesquieu, Voltaire, Rousseau, Diderot, d’Alembert, Condorcet) Kultur.
Ihr erster Vertreter war Jean Barbeyrac (1674–1744), ein Hugenotte, der an der Akademie in Lausanne Naturrecht lehrte, bis die Berner dies verboten und er nach Holland floh. Er wurde durch französische Übersetzungen von Pufendorf und Hugo Grotius bekannt. Sein Kommentar zu Pufendorfs Hauptwerk wurde später auch ins Deutsche übersetzt.
Die beiden Werke seines Schülers, Jean-Jacques Burlamaqui (1694–1748), Sohn eines Genfer Patriziers (Nachfahre von Calvin aufgenommener italienischer Glaubensflüchtlinge), der Vorlesungen an der Akademie in Genf hielt, Prinzipien des Naturrechts («Principes du droit naturel») und Prinzipien des politischen Rechts («Principes du droit politique») fanden im französischen und englischen Sprachraum, im Gegensatz zum deutschen, große Beachtung.
Der Neuenburger Emer de Vattel (1714–1767), Sohn eines Pfarrers, einer der wichtigsten Schüler Burlamaquis, schuf mit seinem Hauptwerk von 1758 «Das Völkerrecht oder Grundsätze des Naturrechts, angewandt auf das Verhalten und die Angelegenheiten der Staaten und Staatsoberhäupter» («Droit des gens, ou principes de la loi naturelle appliqués à la conduite et aux affaires des nations et des souverains») zu seinen Lebzeiten ein Standardwerk des Völkerrechts und wurde damit zu einem der weltweit einflussreichsten Völkerrechtsgelehrten. Er entwickelte eine naturrechtlich geprägte Menschenrechtsidee und Ansätze des humanitären Völkerrechts.

## Lehrgebäude
Die Schweizer Wissenschaftler übernahmen von Pufendorf das säkulare oder moderne Naturrecht, das auf dem christlichen Naturrecht und einem mathematisch-naturwissenschaftlichen Weltbild aufbaute und die Basis für die systematische Herleitung der Rechte und Pflichten des Individuums im Naturzustand (status naturalis) und im Zustand der Gesellschaft (status civilis) bildete. Von einem personalen Menschenbild ausgehend errichteten sie verschiedene rationalistische und individualistische Lehrgebäude, die die amerikanische und französische Menschenrechtserklärung des 18. Jahrhunderts stark beeinflussten. Indem sie vom Menschen als Person ausgingen, bildete diese Ursprung, Träger und Ziel aller gesellschaftlichen Einrichtungen und gleichzeitig bedurfte sie aufgrund ihres sozialen Wesens das gesellschaftliche Leben.
Ihr System gründete auf dem gesunden Menschenverstand (le bon sens) als alleinigem Kriterium für das Menschen- und Weltbild. Auf dieser Grundlage postulierte die Schule unverletzliche Rechte, insbesondere die Freiheit des Gewissens. Bei Verletzung dieser Rechte hätte der Mensch ein Recht auf Widerstand gegen die tyrannische Herrschaft. Das Streben nach Glück (Eudämonismus) sahen sie als ein in der menschlichen Natur begründetes Menschenrecht und als Ziel der menschlichen Existenz. Handle der Mensch gemäss Naturrecht, so werde er glücklich und alle Staatsformen seien legitim, sofern sie das Glück zum Staatszweck erheben würden.

## Grundlegende Beiträge
Die Westschweizer Naturrechtsschule nahm die Debatte über die gemischte Staatsform, das Ringen um das moderne Naturrecht und die Vorstellung eines Widerstandsrechtes auf und leistete grundlegende Beiträge dazu. Damit wurde die weitere Auseinandersetzung um die Menschen- und Bürgerrechte sowie die demokratische Grundordnung in Europa nachhaltig geprägt. Für die Amerikanische Revolution war sie wegweisend.
Die weltweit erste geschriebene Grundrechtserklärung, die Virginia Declaration of Rights vom 12. Juni 1776, nahm im ersten Artikel klar Bezug zum Naturrecht und zum personalen Menschenbild. Sie hatte großen Einfluss auf die Ausformulierung der Unabhängigkeitserklärung durch Thomas Jefferson, James Madison, John Adams und James Wilson, die die Bücher der Westschweizer Naturrechtsschule kannten und die modernen naturrechtlichen Grundsätze, das personale Menschenbild und das Widerstandsrecht in die Unabhängigkeitserklärung vom 4. Juli 1776 aufnahmen.
Das in die Virginia Bill of Rights und die Unabhängigkeitserklärung übernommene Widerstandsrecht diente als Legitimation zum Widerstand gegen die Regierungen der Einzelstaaten und gegen den englischen König. Die Machtteilungslehre von Burlamaqui und Montesquieu floss erstmals in eine Grundrechtserklärung ein. Gesetzgebende (Legislative), ausführende (Exekutive) und richterliche Gewalt (Judikative) sollten klar getrennt sein. Die Aufteilung der Macht auf mehrere Machtträger, Checks and Balances, um Machtmissbrauch zu verhindern und Sicherheit, Freiheit und eine gemeinwohlorientierte Politik zu gewährleisten, gehörten nun zum Grundkonsens demokratischer Bewegungen. Die Umschreibung der Volkssouveränität wurde im zweiten Artikel festgehalten: Alle Macht kommt dem Volke zu und wird folglich von ihm hergeleitet. Laut Artikel 7 war dabei die Einrichtung einer repräsentativen Demokratie gemeint.
Die Erklärung der Menschen- und Bürgerrechte (Déclaration des droits de l’homme et du citoyen) der Französischen Revolution knüpfte ihrerseits an die amerikanische Verfassungsentwicklung an und erklärte im ersten Artikel, dass das moderne Naturrecht die Grundlage der Erklärung sei. Sie definierte auch das Widerstandsrecht, die Gewaltenteilungslehre und die Volkssouveränität, wobei sie sich bei letzterer mehr an Rousseau anlehnte. Rousseau schuf mit seinem Gesellschaftsvertrag (Du contrat social ou principes du droit politique) ein systematisches Konzept um Demokratie und Volkssouveränität, wobei er sich auf die Naturrechtslehre von Burlamaqui bezog. Rousseau vollzog damit den Schritt von der genossenschaftlichen zur modernen Demokratie.